# تميم العبد الله
تميم منصور مفتاح العبد الله لاعب كرة قدم قطري يلعب حالياً في نادي الريان .
و هو ابن اسطورة كرة القدم القطرية منصور مفتاح.